# Torrejón de la Calzada
Torrejón de la Calzada község Spanyolországban, Madrid tartományban. Torrejón de la Calzada Parla, Torrejón de Velasco, Illescas, Cubas de la Sagra és Griñón községekkel határos. Lakosainak száma 10 378 fő (2024).

## Népesség
A település népessége az utóbbi években az alábbiak szerint változott:
| Lakosok száma | 4462 | 5224 | 6153 | 6701 | 7666 | 7739 | 8418 | 8872 | 9947 | 10 378 |
|               | 2001 | 2004 | 2007 | 2009 | 2012 | 2014 | 2017 | 2019 | 2022 | 2024   |